# Naenarosculum bidentatum
Naenarosculum bidentatum là một loài tò vò trong họ Ichneumonidae.